# Petrovca, Sîngerei
Petrovca este un sat din cadrul comunei Copăceni din raionul Sîngerei, Republica Moldova.